# Каулиньупе
Ка́улиньупе (латыш. Kauliņupe, Kauliņa, Mālupe) — река в Латвии. Течёт по территории Южно-Курземского края. Правый приток среднего течения Руни.
Длина реки составляет 12 км (по другим данным — 7 км).
Вытекает из заросшего пруда северо-западнее села Аугусте. В верхнем течении на реке устроено множество запруд.